# Luiz Mattar
Luiz Mattar (São Paulo, 18 augustus 1963) is een voormalig Braziliaans tennisser, die tussen 1985 en 1995 actief was in het professionele tenniscircuit.
Mattar heeft in zijn carrière zeven ATP-toernooien in het enkelspel op zijn naam geschreven waarvan zes in zijn vaderland Brazilië en was daarnaast ook nog eens vijf keer toernooiwinnaar in het dubbelspel.

## Palmares

#### Enkelspel
| Legenda                       | Legenda               |
| ----------------------------- | --------------------- |
| Grand Slam                    |                       |
| Olympische Spelen             |                       |
| tot 2009                      | vanaf 2009            |
| Tennis Masters Cup            | ATP Finals            |
| ATP Masters Series            | ATP Tour Masters 1000 |
| ATP International Series Gold | ATP Tour 500          |
| ATP International Series      | ATP Tour 250          |

| Nr.              | Datum            | Toernooi           | Ondergrond | Tegenstander in finale | Score         | Details |
| ---------------- | ---------------- | ------------------ | ---------- | ---------------------- | ------------- | ------- |
| Gewonnen finales |                  |                    |            |                        |               |         |
| 1.               | 1 februari 1987  | ATP Guarujá        | Hardcourt  | Cássio Motta           | 6–3, 5–7, 6–2 | Details |
| 2.               | 31 januari 1988  | ATP Guarujá        | Hardcourt  | Eliot Teltscher        | 6–3, 6–3      | Details |
| 3.               | 12 februari 1989 | ATP Guarujá        | Hardcourt  | Jimmy Brown            | 7–6, 6–4      | Details |
| 4.               | 16 april 1989    | ATP Rio de Janeiro | Tapijt     | Martín Jaite           | 6–4, 5–7, 6–4 | Details |
| 5.               | 8 april 1990     | ATP Rio de Janeiro | Tapijt     | Andrew Sznajder        | 6–4, 6–4      | Details |
| 6.               | 15 november 1992 | ATP São Paulo      | Hardcourt  | Jaime Oncins           | 6–1, 6–4      | Details |
| 7.               | 15 mei 1994      | ATP Coral Springs  | Gravel     | Jamie Morgan           | 6–4, 3–6, 6–3 | Details |
| Verloren finales |                  |                    |            |                        |               |         |
| 1.               | 15 november 1987 | ATP São Paulo      | Hardcourt  | Jaime Yzaga            | 2-6, 6-4, 2-6 | Details |
| 2.               | 29 november 1987 | ATP Itaparica      | Hardcourt  | Andre Agassi           | 6-7, 2-6      | Details |
| 3.               | 11 februari 1990 | ATP Guarujá        | Hardcourt  | Martín Jaite           | 6–3, 4-6, 3-6 | Details |
| 4.               | 27 februari 1994 | ATP Scottsdale     | Hardcourt  | Andre Agassi           | 4-6, 3-6      | Details |

### Dubbelspel
| Nr.                           | Datum             | Toernooi       | Ondergrond | Partner           | Tegenstanders in finale             | Score         | Details |
| ----------------------------- | ----------------- | -------------- | ---------- | ----------------- | ----------------------------------- | ------------- | ------- |
| Gewonnen finales heren dubbel |                   |                |            |                   |                                     |               |         |
| 1.                            | 1 februari 1987   | ATP Guarujá    | Hardcourt  | Cássio Motta      | Martin Hipp Tore Meinecke           | 7–6, 6–1      | Details |
| 2.                            | 20 september 1987 | ATP Genève     | Gravel     | Ricardo Acioly    | Mansour Bahrami Diego Pérez         | 3–6, 6–4, 6–2 | Details |
| 3.                            | 6 januari 1990    | ATP Wellington | Hardcourt  | Nicolas Pereira   | John Letts Jaime Oncins             | 4-6, 7-6, 6-2 | Details |
| 4.                            | 14 juni 1992      | ATP Florence   | Gravel     | Marcelo Filippini | Royce Deppe Brent Haygarth          | 6–4, 6–7, 6–4 | Details |
| 5.                            | 6 november 1994   | ATP Montevideo | Gravel     | Marcelo Filippini | Sergio Casal Emilio Sánchez         | 7–6, 6–4      | Details |
| Verloren finales heren dubbel |                   |                |            |                   |                                     |               |         |
| 1.                            | 11 februari 1990  | ATP Guarujá    | Hardcourt  | Cássio Motta      | Javier Frana Gustavo Luza           | 6-7, 6-7      | Details |
| 2.                            | 17 juni 1990      | ATP Florence   | Gravel     | Diego Pérez       | Sergi Bruguera Horacio de la Peña   | 6–3, 3-6, 4-6 | Details |
| 3.                            | 28 oktober 1990   | ATP São Paulo  | Tapijt     | Mark Koevermans   | Shelby Cannon Alfonso Gonzalez-Mora | 7-6, 3-6, 6-7 | Details |
| 4.                            | 5 mei 1991        | ATP Madrid     | Gravel     | Jaime Oncins      | Gustavo Luza Cassio Motta           | 0-6, 5-7      | Details |
| 5.                            | 26 mei 1991       | ATP Bologna    | Gravel     | Jaime Oncins      | Luke Jensen Laurie Warder           | 4-6, 6-7      | Details |
| 6.                            | 20 april 1992     | ATP Tampa      | Gravel     | Andrej Olchovski  | Mike Briggs Trevor Kronemann        | 6–7, 7-6, 4-6 | Details |

## Prestatietabel
| Legenda | Legenda                          |
| ------- | -------------------------------- |
| g.t.    | geen toernooi gehouden           |
| l.c.    | lagere categorie                 |
| –       | niet deelgenomen                 |
| G       | uitgeschakeld in de groepsfase   |
| 1R      | uitgeschakeld in de eerste ronde |
| 2R      | uitgeschakeld in de tweede ronde |
| 3R      | uitgeschakeld in de derde ronde  |
| 4R      | uitgeschakeld in de vierde ronde |
| KF      | uitgeschakeld in de kwartfinale  |
| HF      | uitgeschakeld in de halve finale |
| F       | de finale verloren               |
| W       | het toernooi gewonnen            |
| w-v     | winst/verlies-balans             |

### Prestatietabel grand slam, enkelspel
| Toernooi        | 1986 | 1987 | 1988 | 1989 | 1990 | 1991 | 1992 | 1993 | 1994 | 1995 |
| --------------- | ---- | ---- | ---- | ---- | ---- | ---- | ---- | ---- | ---- | ---- |
| Australian Open | –    | –    | –    | –    | –    | 2R   | –    | 2R   | –    | 1R   |
| Roland Garros   | 3R   | 2R   | 2R   | 2R   | 2R   | 1R   | 1R   | 1R   | 1R   | –    |
| Wimbledon       | –    | 1R   | –    | –    | 1R   | 2R   | 1R   | –    | –    | –    |
| US Open         | 1R   | –    | 1R   | 1R   | 3R   | 3R   | 1R   | 2R   | –    | –    |

### Prestatietabel grand slam, dubbelspel
| Toernooi        | 1986 | 1987 | 1988 | 1989 | 1990 | 1991 | 1992 | 1993 |
| --------------- | ---- | ---- | ---- | ---- | ---- | ---- | ---- | ---- |
| Australian Open | –    | –    | –    | –    | –    | –    | –    | 1R   |
| Roland Garros   | 3R   | 1R   | 1R   | 1R   | 3R   | 1R   | 1R   | 3R   |
| Wimbledon       | –    | 1R   | –    | –    | 1R   | 1R   | –    | –    |
| US Open         | 2R   | –    | 1R   | 1R   | 2R   | 2R   | 1R   | –    |